# 奧姆巴赫湖
49°24′54″N 7°24′1″E / 49.41500°N 7.40028°E

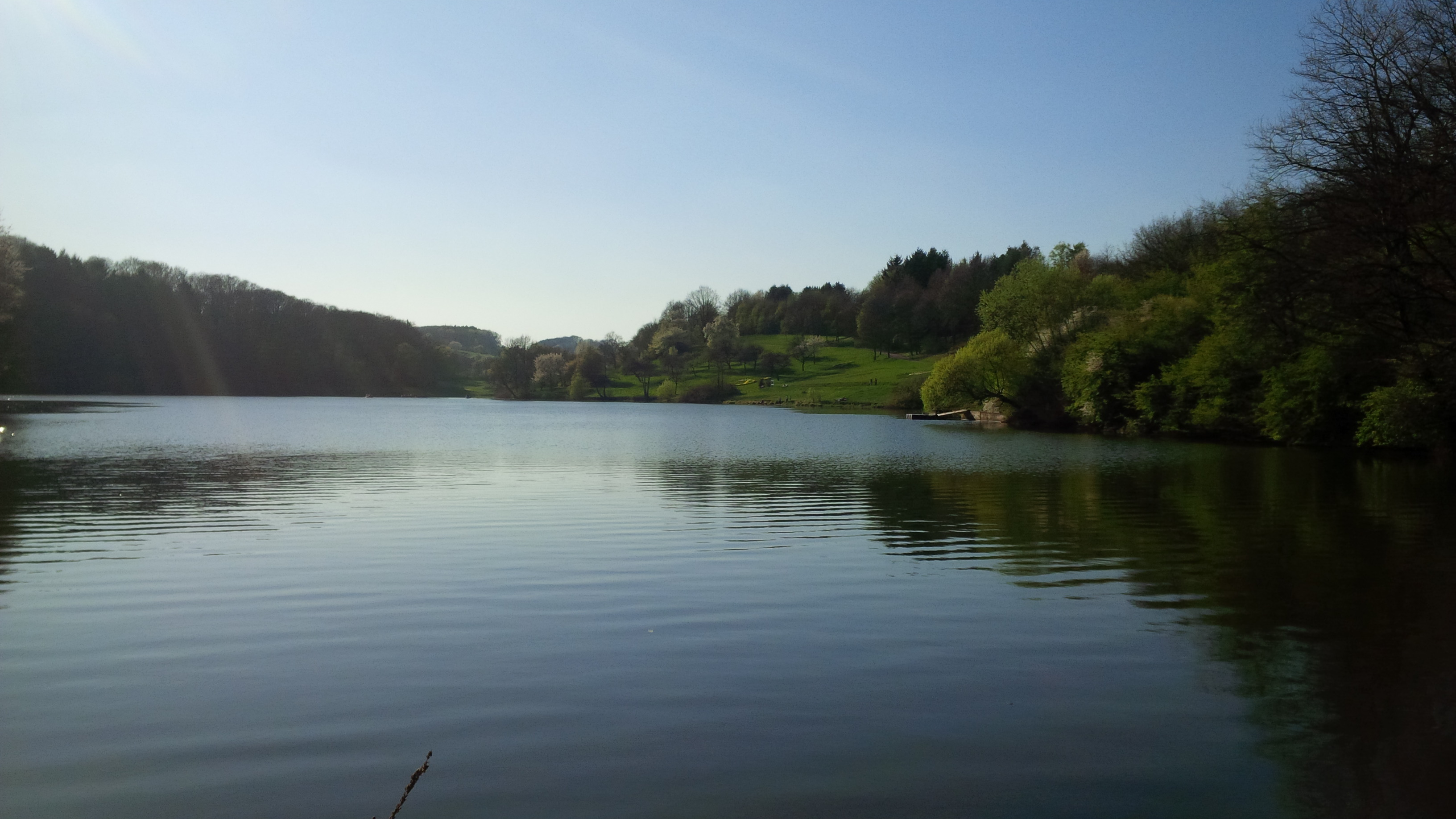

奧姆巴赫湖（德語：Ohmbachsee），是德國的湖泊，位於該國西南部，由萊茵蘭-普法爾茨州負責管轄，長1.2公里、寬0.3公里，面積0.15平方公里，平均水深5米，湖岸線長度2.5公里，水體容量22萬立方米。